# Sabrisho II
Sabrisho (Beth Nuhadra, ... – 835) è stato un vescovo cristiano orientale siro, vescovo di Carre, metropolita di Damasco e patriarca della Chiesa d'Oriente tra l'831 e l'835.

## Biografia
Nativo della regione di Beth Nuhadra, nella piana di Ninive, monaco nel monastero di Mar Abramo, fu nominato dapprima vescovo di Carre e successivamente (prima dell'823) consacrato dal patriarca Timoteo I metropolita di Damasco.
Nell'830 accolse, nel modo più solenne possibile, una delegazione venuta da Baghdad, guidata dal califfo al-Maʾmūn, e che comprendeva anche un gruppo di cristiani nestoriani.
L'anno successivo, nel mese di marzo, morì il patriarca Gewargis II. Sabrisho fu scelto come nuova guida della Chiesa d'Oriente. Provvide a restaurare il monastero di Mar Pethion, che divenne la sua residenza abituale.
Non si conosce la data esatta della sua morte. Gli storici nestoriani riferiscono solamente che governò per 4 anni e qualche mese, e che fu sepolto a Dayr al-Jāthalīq, monastero noto anche con il nome di monastero di Klilisho. L'anno di morte è indicato nell'835 o nell'836